# Fortunato Frezza
Fortunato Frezza (Montecalvello, 6. veljače 1942.) talijanski je prelat Katoličke Crkve koji je svoju karijeru posvetio biblijskom učenju i poučavanju. Od 2013. godine kanonik je bazilike svetog Petra.
Biskupsko posvećenje primio je 23. srpnja 2022. od kardinala Maura Gambettija, postavši naslovnim nadbiskupom Trebe.
Papa Franjo ga je 27. kolovoza 2022. godine proglasio kardinalom đakonom dodijelivši mu crkvu Santa Maria in Via Lata.